# Penrith and The Border (circonscription du Parlement britannique)
Circonscription parlementaire de la Chambre des communes
La circonscription de Penrith et The Border  est une circonscription électorale anglaise située dans le comté de Cumbria, couvrant le bourg de Penrith et ses environs et est représentée à la Chambre des communes du Parlement britannique.